# Kenshōkai
Kenshōkai oficialment Fuji Taiseki-ji Kenshōkai (en japonés: 冨士大石寺顕正会) és un grup japonés de budisme Nichiren. Kenshōkai fou fundat com un grup dins de Nichiren Shōshū el 1942 al temple Myōen-ji, a Shinagawa, a Tòquio i fou anomenat originalment Myōshinkō. Després de començar un conflicte amb els seus col·legues del Hokkekō, ells se traslladaren al temple Myoen-ji a Sumida, Tòquio. Defensen el temple Taiseki-ji, seu de Nichiren Shoshu, como seu del vertader Dai Gohonzon de Nichiren, tot i no controlar Taiseki-ji. La seu actual es troba al barri de Junō, Ōmiya, a la ciutat de Saitama.